# Пророк (книга)
«Пророк» (англ. The Prophet) — книга ливанско-американского поэта и писателя Джебрана Халиля Джебрана, состоящая из 26 стихотворений в прозе и написанная на английском языке. Впервые она была опубликована в 1923 году издателем Альфредом А. Кнопфом. «Пророк», самая известная работа Джебрана, переведён более чем на 100 различных языков и входит в десятку самых переводимых в мире книг.

## Сюжет
«Пророк» Альмустафа, живший в чужом для него городе Орфалес 12 лет, собирается сесть на корабль, который доставит его домой. Его останавливает группа местных жителей, которые задают ему вопросы на философские темы. Книга разделена на главы, касающиеся любви, брака, детей, даяния, еды и питья, труда, радости и печали, жилищ, одежды, купли и продажи, преступления и наказания, законов, свободы, разума и страсти, боли, самопознания, учения, дружбы, речи, времени, добра и зла, молитвы, наслаждения, красоты, религии и смерти. В конце Альмустафа произносит прощальное слово, в котором говорит о том, что в будущем ещё вернётся в Орфалес, уже в облике другого, пока ещё не рождённого человека, и отплывает на корабле.

## Издание и переводы
Альфред А. Кнопф в 1923 году рискнул напечатать 2 000 экземпляров «Пророка», из которых ему удалось продать 1 159 копии. Спрос на книгу удвоился в следующем году, а затем через год ещё в два раза. С тех пор ежегодные продажи росли стабильно: от 12 000 в 1935 году до 111 000 в 1961 году и до 240 000 в 1965 году. Миллионная копия «Пророка» была реализована в 1957 году.
«Пророк» был переведён на более 40 различных языков. К 2012 году было продано свыше девяти миллионов копий «Пророка» в американском издании с момента его первой публикации в 1923 году.

## Влияние
Родившийся в семье маронитов, Халиль Джебран находился под влиянием не только своей христианской религии, но и ислама, особенно мистицизма суфиев. Его знания о ливанской кровавой истории с её разрушительной междоусобной борьбой укрепили в нём веру в фундаментальное единство религий. Этому также способствовало и радушие его родителей, с которым они принимали у себя дома гостей, исповедовавших разные религии:p55. Сравнения и параллели у Джебрана также основаны на работах Уильяма Блейка, теологических идеях Уолта Уитмена и Ральфа Уолдо Эмерсона, таких, как реинкарнация и Верховная душа. На работу Джебрана оказали влияние исламское и арабское искусство, европейский классицизм (особенно Леонардо да Винчи) и романтизм (Блейк и Огюст Роден), творчество прерафаэлитов, а также современный ему символизм и сюрреализм.
Джебран имел также тесные связи с верой бахаи, которые у него появились примерно с 1912 года. Одна из знакомых Джебрана, Джулиет Томпсон, вспоминала, что Джебран познакомился с Абдул-Бахой, одним из основателей веры бахаи, во время путешествия последнего по западным странам. Джебран не мог заснуть в ночь перед личной встречей с ним, на которой он хотел нарисовать его портрет, в апреле 1912 года на острове Манхэттен:p253. Джебран позже рассказывал Томпсон, что в Абдул-Бахе он «видел невидимое, и был наполнен»:p126. Джебран начал работать над книгой Пророк в 1912 году, когда «он получил первый мотив для своего острова Бога»:p165.

## Авторские права
Книга перешла в общественное достояние в США с 1 января 2019 года, она также находится в общественном достоянии в Евросоюзе, Канаде, России, ЮАР и Австралии.
Джебран завещал, что права на его произведения после его смерти будут принадлежать его родному городу Бишари в Ливане. В 1935 году был создан Джебрановский национальный комитет (GNC), расположенный в городе Бшарри, в ведении которого находится музей Джебрана. Эта некоммерческая организация обладает исключительными правами на литературные и живописные работы Джебрана. В 2009 году комитет передал эксклюзивные права на создание фильма по мотивам «Пророка» компании The Prophet, LLC, расположенной в США.

## Продолжение
Продолжением «Пророка» служит книга «Сад Пророка», опубликованная после смерти автора, в 1933 году.
«Сад Пророка» повествует о беседах Альмустафы с девятью своими последователями после своего возвращения.

## Адаптации
- 1973 — The Profit; Albran’s Serial — пародия на книгу, опубликованная в 1973 году калифорнийским издательством Price Stern Sloan[19]
- 1974 — The Prophet by Khalil Gibran: A Musical Interpretation featuring с участием Ричарда Харриса. Музыка — Арифа Мардина, Atlantic Records
- 2002 — музыкант (электронная музыка и нью-эйдж) Гэндальф и рассказчик Томас Клок записали аудиокнигу с немецкой версией и в сопровождении музыки.
- 2010 — The Propheteer; книга политической сатиры, переосмысление «Пророка». ISBN 978-1-4502-6057-2
- 2014 — Пророк Халиля Джебрана; полнометражный анимационный фильм Сальмы Хайек (в качестве продюсера и голоса персонажа Камилы) по мотивам книги. Каждая глава сопровождалась анимацией отдельного известного мультипликатора. В качестве режиссёра выступил автор мультфильма «Король Лев» Роджер Аллерс[20].